# فرانك جاك فليتشر
فرانك جاك فليتشير (بالإنجليزية: Frank Jack Fletcher)‏ هو ضابط أمريكي، ولد في 29 أبريل 1885 في مارشالتاون في الولايات المتحدة، وتوفي في 25 أبريل 1973 في بيثيسدا في الولايات المتحدة.

## وصلات خارجية
- فرانك جاك فليتشر على موقع الموسوعة البريطانية (الإنجليزية)